# Noi, loro, gli altri
Noi, loro, gli altri è il sesto album in studio del rapper italiano Marracash, pubblicato il 19 novembre 2021 dalla Island Records.

## Antefatti
L'arrivo di un nuovo progetto discografico dopo Persona è stato annunciato nel mese di gennaio 2021, in occasione della partecipazione del rapper nel programma radiofonico di Radio Deejay Say Waaad?. Il disco è frutto di un isolamento domiciliare della durata di tre mesi.
A novembre dello stesso anno, l'edizione italiana della rivista Rolling Stone ha pubblicato un numero incentrato su Marracash, realizzando un'intervista con l'artista. All'interno vi sono anche interventi di altri artisti come Guè ed Elodie che hanno parlato del rapper e in più viene menzionato anche il futuro album, quando tuttavia non erano stati ufficialmente annunciati il titolo né la data d'uscita.
La pubblicazione del disco, avvenuta il 19 novembre, è stata annunciata a sorpresa il 17 novembre 2021 tramite i social network.

## Descrizione
Come spiegato dallo stesso Marracash, il titolo del disco «racconta il momento: siamo una società frammentata, divisa in squadre e fazioni, ognuna con la sua verità. Si rivendica il diritto all'identità, e nei casi di quella sessuale ad esempio lo trovo giustissimo, e allo stesso tempo si perde la visione d’insieme». L'album presenta tre copertine: Noi è quella principale, mentre Loro e Gli altri sono stati resi disponibili esclusivamente nella versione LP in edizione limitata. Nella prima copertina, Marracash posa al fianco di alcuni personaggi, perlopiù membri della sua famiglia, tra i quali sono presenti anche Elodie e la sua manager, Paola Zukar; nella seconda, il rapper è all'interno degli uffici Universal di Milano insieme al suo staff; nell'ultima copertina si trova immerso in una folla voltata di schiena, in direzione opposta a quella dell'artista.
Alcuni dei quattordici brani che compongo il disco presentano dei campionamenti, mentre altri figurano la partecipazione di vari artisti ospiti tuttavia non accreditati esplicitamente sul retro. Pagliaccio contiene un frammento dell'aria lirica Vesti la giubba eseguita da Mario Del Monaco e tratta dall'opera Pagliacci di Ruggero Leoncavallo. Love e Io contengono campionamenti rispettivamente di Infinity di Guru Josh e Gli angeli di Vasco Rossi. Crazy Love contiene la partecipazione vocale non accreditata dei cantanti Elodie e Mahmood, Cosplayer contiene un campionamento di Honeybee di New Birth e figura la partecipazione vocale non accreditata di Salmo e Joan Thiele, quest'ultima presente anche in Noi. L'intermezzo Noi, loro, gli altri (Skit) presenta la partecipazione vocale non accreditata del rapper Fabri Fibra e un campionamento del brano Maleducato di Dumbo Gets Mad, Gli altri (giorni stupidi) contiene dei campionamenti dei brani Giorni stupidi di Rokas ed EDONiCo e Makes You Fly di Dumbo Gets Mad e Dumbo Gets Mad Skit è tratto dal brano Misanthropulsar di Dumbo Gets Mad. Il brano conclusivo Cliffhanger contiene un frammento proveniente dal Ballabile (seconda scena dell'Atto II dell'Aida) di Giuseppe Verdi.

## Promozione
Il primo singolo estratto dal disco è Crazy Love, accompagnato da un video musicale distribuito su YouTube in concomitanza con la pubblicazione del brano, il 19 novembre 2021; in esso vengono mostrati il rapper e Elodie durante un duello all'ultimo sangue.
Il 24 febbraio 2022 il rapper ha reso disponibile il video per la terza traccia Infinity Love. Il 4 marzo è stato pubblicato come secondo singolo Laurea ad honorem, in collaborazione con Calcutta. Il 9 dicembre 2022, in occasione dell'uscita dell'edizione deluxe dell'album, è stato pubblicato il singolo Importante.

## Accoglienza
| Recensione | Giudizio |
| ---------- | -------- |
| Newsic     | 9/10     |
| Ondarock   | 7/10     |
| Rockol     | 8/10     |

Noi, loro, gli altri ha ottenuto recensioni favorevoli da parte della critica musicale italiana.
Claudio Cabona di Rockol descrive il progetto come la «naturale evoluzione» del precedente Persona in cui «indaga il rapporto fra l’individuo e la società, fra la verità e la finzione, i cui confini sono labili» trovando Marracash «sempre più cantautore e poeta di strada», apprezzandone la produzione fondata su di «un bilanciamento forte fra rap crudo, parti cantate e momenti più pop». Cecilia Esposito di TV Sorrisi e Canzoni riscontra una maturità artistica del rapper, trovandolo «aperto a sperimentare con contaminazioni diverse» definendolo «pop nella forma, ma che non tradisce l'attitudine rap».

### Riconoscimenti di fine anno
- 1º — Rolling Stone Italia[21]
- 3º — L'Essenziale[22]
- 3º — Sky TG24[23]
- 11º — Panorama[24]

## Tracce
Testi di Fabio Rizzo, musiche di Alessandro Pulga e Stefano Tognini, eccetto dove indicato.
1. Loro – 3:18
2. Pagliaccio – 2:57 (testo: Fabio Rizzo, Ruggero Leoncavallo)
3. Infinity Love (feat. Guè) – 3:38 (testo: Fabio Rizzo, Cosimo Fini, Paul Walden)
4. Io – 3:15 (testo: Fabio Rizzo, Vasco Rossi, Davide Petrella, Tullio Ferro)
5. Crazy Love – 3:12
6. Cosplayer – 3:41
7. Dubbi – 3:54
8. Laurea ad honorem (feat. Calcutta) – 3:15 (testo: Fabio Rizzo, Edoardo D'Erme)
9. Noi – 4:32
10. Noi, loro, gli altri (Skit) – 0:55 (testo: Fabrizio Tarducci, Luca Bergomi – musica: Dumbo Gets Mad)
11. Gli altri (giorni stupidi) – 3:21 (testo: Fabio Rizzo, Gianluca Marangon, Alberto Sanlazzaro, Alessandro Benzi, Gianluca Marangon, Luca Bergomi, Tommaso Fagotto, Nicolò Agnese – musica: Alessandro Pulga, Stefano Tognini, Granato)
12. Nemesi (feat. Blanco) – 2:55 (testo: Fabio Rizzo, Michele Zocca, Davide Petrella, Riccardo Fabbriconi – musica: Alessandro Pulga, Stefano Tognini, Michelangelo)
13. Dumbo Gets Mad (Skit) – 0:27 (testo: Luca Bergomi – musica: Dumbo Gets Mad)
14. Cliffhanger – 3:25 (testo: Fabio Rizzo – musica: Alessandro Pulga, Stefano Tognini, Giuseppe Verdi)

Contenuto bonus nell'edizione deluxe
- CD 1

1. Importante – 3:21 (testo: Fabio Rizzo, Cristiano Malgioglio – musica: Alessandro Pulga, Stefano Tognini, Alberto Anelli)

- CD 2

1. Intro (Live) – 1:17
2. Loro (Live) – 3:28 (musica: Fabio Rizzo, Stefano Tognini)
3. Pagliaccio (feat. Vassily Solodkyy) (Live) – 3:01 (testo: Fabio Rizzo, Ruggero Leoncavallo)
4. Cosplayer (Live) – 3:42
5. Crazy Love (Live) – 3:39
6. Gli altri (giorni stupidi) (feat. Edonico) (Live) – 3:02 (testo: Fabio Rizzo, Alberto Sanlazzaro, Luca Bergomi, Nicolò Agnese – musica: Alessandro Benzi, Gianluca Marangon, Luca Bergomi, Alessandro Pulga, Stefano Tognini, Tommaso Fagotto)
7. Noi (Live) – 3:54
8. Interlude (Live) – 1:30
9. Dubbi (Live) – 3:56
10. Laurea ad honorem (Live) – 3:14 (testo: Fabio Rizzo, Edoardo D'Erme)
11. Io (Live) – 3:21 (testo: Fabio Rizzo, Vasco Rossi, Davide Petrella – musica: Alessandro Pulga, Stefano Tognini, Tullio Ferro)
12. Nemesi (feat. Blanco) (Live) – 3:03 (testo: Fabio Rizzo, Michele Zocca, Davide Petrella, Riccardo Fabbriconi – musica: Alessandro Pulga, Stefano Tognini, Michelangelo)
13. Niente canzoni d'amore (feat. Elisa) (Live) – 3:35 (testo: Fabio Rizzo, Federica Abbate – musica: Piermarco Gianotti)
14. 64 barre di paura (Bonus track) (Live) – 2:22 (musica: Alessandro Pulga)
15. Infinity Love (feat. Guè) (Live) – 5:41 (testo: Fabio Rizzo, Cosimo Fini – musica: Alessandro Pulga, Stefano Tognini, Paul Walden)

## Formazione
- Marracash – voce
- Marz – produzione
- Zef – produzione
- Andrea Suriani – missaggio, mastering
- Guè – voce aggiuntiva (traccia 3)
- Elodie – voce aggiuntiva (traccia 5; non accreditata)
- Mahmood – voce aggiuntiva (traccia 5; non accreditato)
- Salmo – voce aggiuntiva (traccia 6; non accreditato)
- Joan Thiele – voce aggiuntiva (tracce 6 e 9; non accreditata)
- Calcutta – voce aggiuntiva (traccia 8)
- Dumbo Gets Mad – produzione (tracce 10 e 13)
- Fabri Fibra – voce aggiuntiva (traccia 10; non accreditato)
- Granato – produzione (traccia 11)
- Michelangelo – produzione (traccia 12)
- Blanco – voce aggiuntiva (traccia 12)

## Successo commerciale
Noi, loro, gli altri ha esordito alla prima posizione della classifica FIMI Album, divenendo il terzo album consecutivo del rapper a ottenere tale risultato; inoltre cinque tracce dell'album hanno occupato le prime cinque posizioni della Top Singoli.

## Classifiche

### Classifiche settimanali
| Classifica (2021) | Posizione massima |
| ----------------- | ----------------- |
| Italia            | 1                 |
| Svizzera          | 16                |

### Classifiche di fine anno
| Classifica (2021) | Posizione |
| ----------------- | --------- |
| Italia            | 7         |
| Classifica (2022) | Posizione |
| Italia            | 4         |
| Classifica (2023) | Posizione |
| Italia            | 16        |
| Classifica (2024) | Posizione |
| Italia            | 33        |